# یشنگخا
یشنگخا (به لاتین: Jesienicha) یک روستا در لهستان است که در گمینا چارنا بیاووستوتسکا واقع شده‌است.